# Église Saint-Jean-Baptiste de Saint-Jean-de-Verges
L'église Saint-Jean-Baptiste est une église romane du XIIe siècle située à Saint-Jean-de-Verges, en rive droite de l'Ariège près du Pas-de-la-Barre, en Occitanie.

## Situation
L'édifice est situé sur la commune de Saint-Jean-de-Verges, dans le département de l'Ariège, dans la région Occitanie.

## Histoire
L'église actuelle a succédé à un édifice wisigothique, lui-même construit sur un édifice romain. En 1104, l'église est un prieuré dépendant de l'abbaye Saint-Volusien de Foix, au même titre que l'église Notre-Dame de Vals et l'église Saint-Martin d'Unac. En 1216, la ville, le château et le prieuré sont des biens d'église, indépendants du comté de Foix.
Le pape a demandé à Simon IV de Montfort de se rendre à Saint-Jean-de-Verges pour répondre des plaintes contre lui formulées par le comte de Foix. Roger-Bernard II de Foix rend hommage dans cette église au roi de France, en 1229, et a obtenu du légat du pape l'absolution de l'excommunication qui avait été prononcée contre lui pour avoir soutenu l'hérésie cathare. L'église est alors restituée au comte de Foix.
Un contrat est passé de gré à gré, le 16 avril 1859, avec Jean-Antoine Pedoya, artiste décorateur, et, le 17 août, avec Bernard Anouilh, entrepreneur. Il prévoit de réaliser dans la nef une voûte en berceau semblable à celle du sanctuaire, et pour les autres travaux, suivant le plan de l'architecte diocésain. Les murs gouttereaux de la nef et les contreforts sont surélevés de 1,80 m et les grands piliers de l'église sont retaillés et surmontés de chapiteaux en plâtre imitant ceux du sanctuaire. Quatre fenêtres en pierre de taille sont ouvertes et des vitraux doivent être financés par la fabrique.
Une seconde campagne de restauration est menée par l'architecte Sylvain Stym-Popper pour rendre progressivement son état d'origine à l'église. L'église a été restaurée en 1954 jusqu'en 1960. La couverture est réparée en 1975, et le chevet restauré en 1976.
L'église Saint-Jean-Baptiste de Saint-Jean-de-Verges a été classée au titre des monuments historiques par arrêté du 22 mars 1907. 

## Description
L'église est à une seule nef terminée par une abside circulaire couverte de cul-de-four éclairée par trois fenêtres, encadrée par deux absidioles ouvertes sur deux retraits qui forment un faux transept. L'abside donne sur un chœur carré plus large. L'arc d'entrée de l'abside possède trois rouleaux. La conception du chœur laisse supposer qu'il était prévu de construire une tour au-dessus. La nef compte trois travées divisées par des pilastres correspondant à des contreforts étroits à l'extérieur.

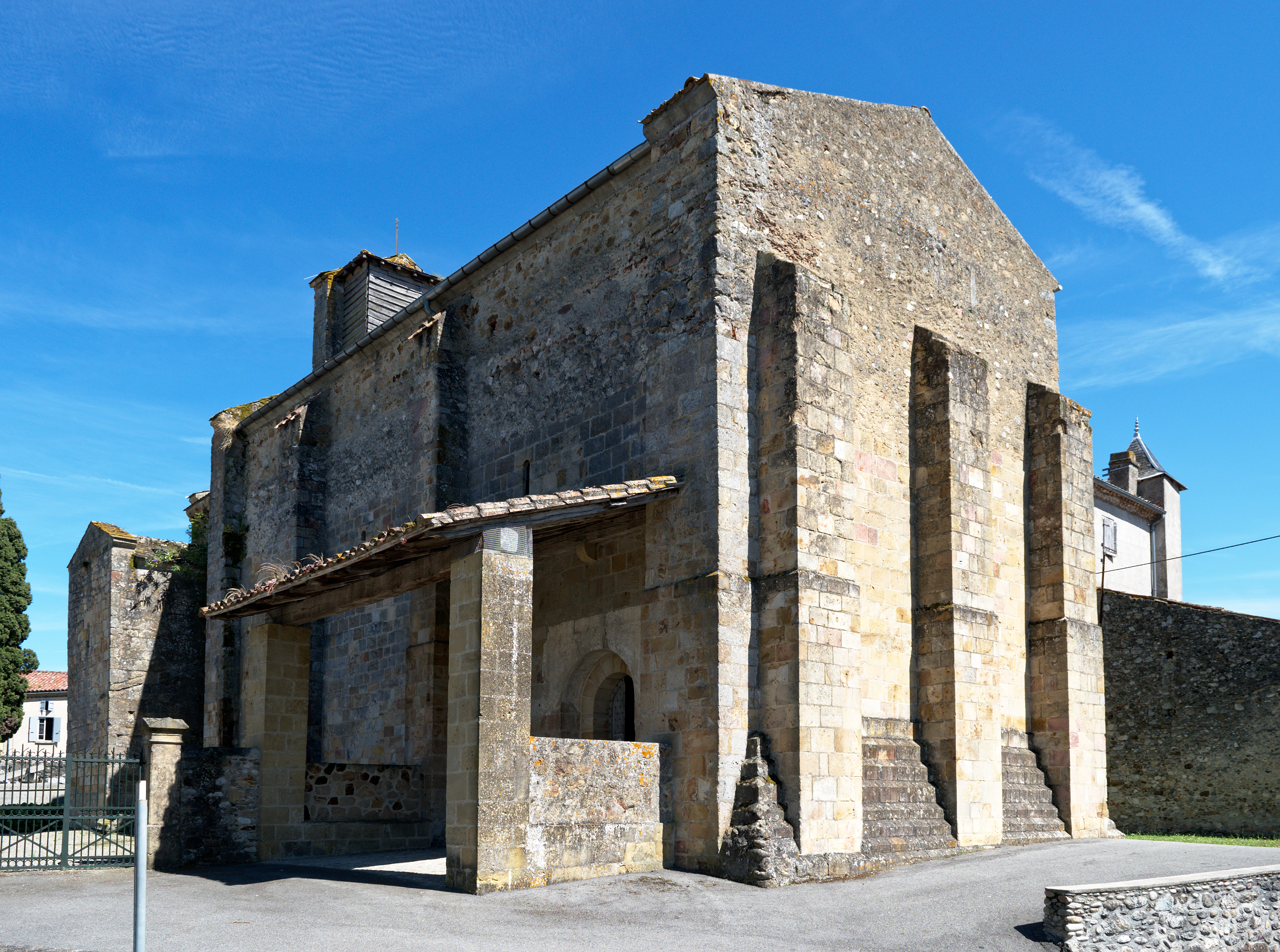
L'extérieur de la nef et l'entrée de l'église.
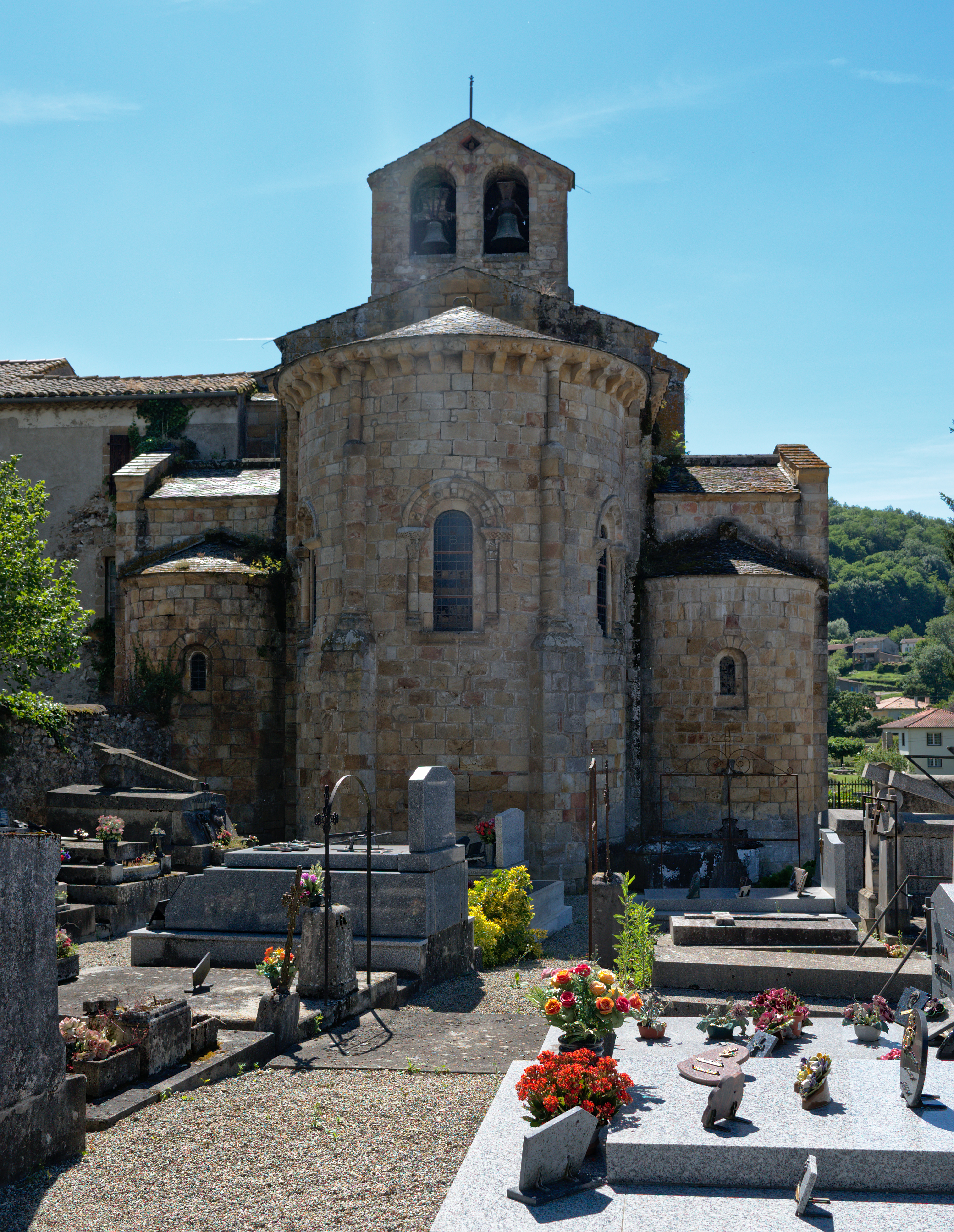
Le chevet.
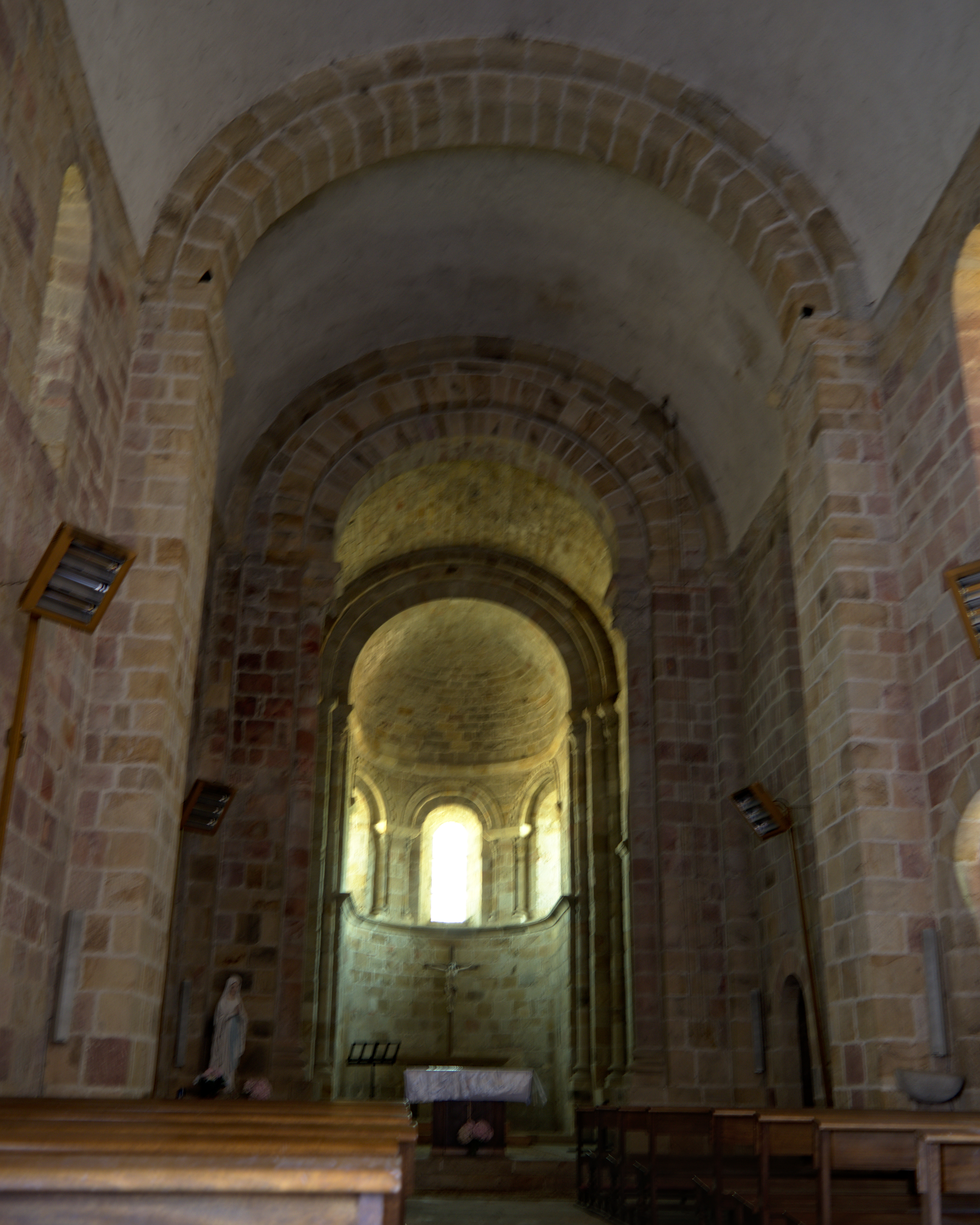
La nef et l'abside.